# Voxan Roadster
 (mai 2023).
Si vous disposez d'ouvrages ou d'articles de référence ou si vous connaissez des sites web de qualité traitant du thème abordé ici, merci de compléter l'article en donnant les références utiles à sa vérifiabilité et en les liant à la section « Notes et références ».
Le Roadster est un modèle de moto de la gamme du constructeur français Voxan.
Le Roadster a été présenté au Mondial du deux roues de Paris en 1997. Son esthétique est l'œuvre du designer Sacha Lakic. Cette machine représente le renouveau de la moto française.[réf. souhaitée] Il faut attendre décembre 1998 pour que les premiers modèles de présérie sortent des chaînes de montage de l'usine d'Issoire.
En 2005, l'esthétique particulière du phare est retouchée. Pourtant considéré par Sacha Lakic comme une des pièces principale du Roadster, qui lui confère une identité visuelle propre, le bloc de phare est remplacé par un élément rond plus conventionnel.
Une série spéciale de 50 unités appelées Roadster Limited est cependant aussi en vente, avec le phare qui a fait sa renommée[réf. nécessaire], dans une livrée grise.